# شهر تاریخی خرگرد
شهر تاریخی خرگرد مربوط به صدر اسلام تا دوره تیموریان است و در شهرستان خواف، روستای خرگرد واقع شده و این اثر در تاریخ ۷ مرداد ۱۳۸۲ با شمارهٔ ثبت ۹۲۸۹ به‌عنوان یکی از آثار ملی ایران به ثبت رسیده است.

## پیشینه

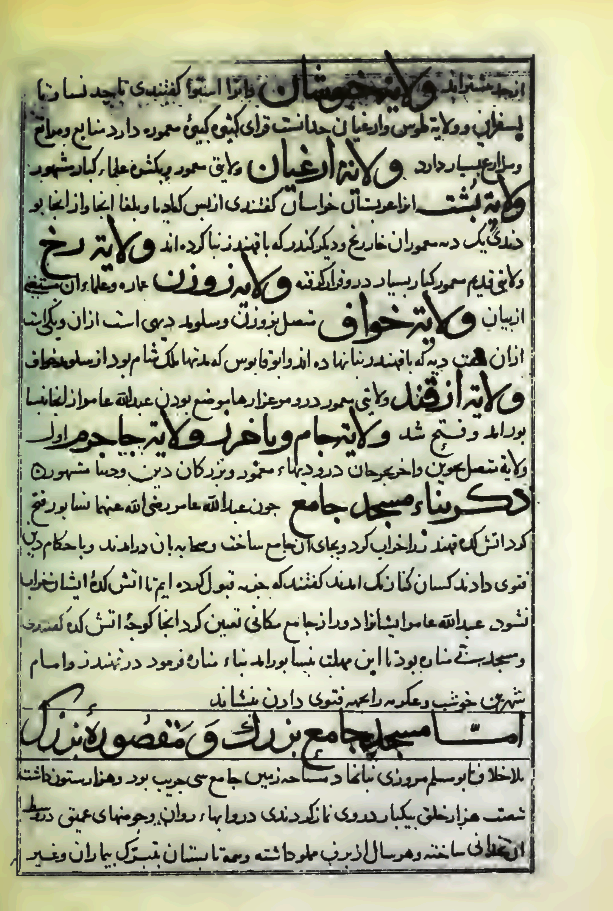
ولایت خواف در میان ولایت‌های ربع نیشابور در صفحه‌ای از نسخه خطی ترجمه کتاب تاریخ نیشابور الحاکم.

خرگرد شهری باستانی که در ولایت خواف، ربع نیشابور، خراسان قرار داشته است.

## نام
لسترنج ایران شناس بریتانیایی درباره خرگرد می نویسد:
خرجرد ‚ نام یکی از شهرهای مهم خواف است ‚ این نام به شهر خرگرد و خرد گرد نیز مشهور است ولی ابن حوقل آنرا به صورت خرگرد که یاقوت حموی آنرا فرجرد ضبط نموده‌است . کوسوی یا کوسویه نزدیک به رودخانه هرات و در شمال خرگرد واقع و بزرگ‌ترین این هر سه شهر بود . و یک سوم شهر پوشنج که مجاور آن بود وسعت داشت . تولد جامی و عبدالرحمن جامی در خرگرد اتفاق افتاده‌ است ‚ و این خرگرد از نواحی ولایت جام است و این قصبه‌ای نیست که در اطراف مقبره شیخ احمد جام ( ژنده پیل ) به نام تربت جام وجود دارد.

## آثار تاریخی
- محوطه قلعه گبری خرگرد
- مسجد جامع خرگرد
- مدرسه خرگرد
- مزار خدیجه خاتون
- آرامگاه ابوبکر وراق